# Naufraga balearica
Naufraga es un género monotípico  perteneciente a la familia  Apiaceae. Su única especie, Naufraga balearica, es endémica de Mallorca.

## Descripción
Es una hierba perenne, de 1-3 cm, con estolones radicantes. Hojas brillantes, 1 vez pinnatisectas –3-5(7) segmentos–, pecioladas; hojas basales 5-25(35) mm, con peciolo más largo que el limbo, plano o ligeramente canaliculado, escarioso, dilatado y auriculado en la base; segmentos (1)2-5 × 1-3 mm, planos, de ovados a elípticos, indivisos o raramente bilobados, los laterales generalmente asimétricos, el terminal mayor que los restantes, simétrico; hojas caulinares dispuestas en un único verticilo, usualmente trífidas, cortamente pecioladas, estipuladas. Las inflorescencias en umbelas de 1-5 por verticilo. Pétalos ovados, planos o ligeramente incurvados en el ápice. Frutos 0,7-1 mm, con disco apical de margen escarioso; mericarpos unidos entre sí solo por la parte apical. El número de cromosomas es de 2n = 20, 22; n = 10.

## Distribución y hábitat
Se encuentra en taludes arcillosos, umbrosos y húmedos, próximos al litoral; a una altitud de 25-200 m s. n. m. en la Sierra de Tramontana, Mallorca y muy rara en Córcega, donde parece haberse extinguido y cuya cita se cuestiona. Una población fue descubierta en Córcega en 1981, pero se había extinguido en 1983, y no está claro si llegó de forma natural. Sus naturales hábitats son la vegetación mediterránea de tipo arbustivo y costas rocosas, y está amenazada por pérdida de hábitat.

## Taxonomía
Naufraga balearica fue descrita por Constance & Cannon y publicado en Feddes Repertorium 74: 3 (1967)
Citología
Número de cromosomas de Naufraga balearica (Fam. Umbelliferae) y táxones infraespecíficos: 2n=22